# Detroit Deli (A Taste of Detroit)
Detroit Deli (A Taste of Detroit) – czwarty album studyjny amerykańskiej grupy hip-hopowej Slum Village

## Lista utworów
1. "Zoom" (gościnnie: Phat Kat & Black Milk) (2:45)
2. "Do You" (gościnnie: MC Breed) (3:38)
3. "Dirty" (gościnnie: Dirt McGirt) (3:40)
4. "Late 80's" (Skit) (1:11)
5. "Selfish" (gościnnie: Kanye West & John Legend) (3:48)
6. "Closer" (gościnnie: Dwele) (4:07)
7. "Old Girl/Shining Star" (gościnnie: Melanie Rutherford) (3:56)
8. "Keep Holding On" (gościnnie: Pooh Bear, Que D & Melanie Rutherford) (3:42)
9. "It’s On" (gościnnie: Big Herk & MC Breed) (3:46)
10. "The Hours" (gościnnie: Que D, Melanie Rutherford & Black Milk) (2:27)
11. "Things We Do" (3:25)
12. "Count the Ways" (gościnnie: Dwele) (4:36)
13. "Reunion" (gościnnie: J Dilla) (4:07)